# Метапедия
Метапедия (англ. Metapedia) — многоязычная ультраправая сетевая энциклопедия, заявляющая о специализации на статьях о культуре, искусстве, науке, философии и политике. Содержит бело-националистические, бело-супрематистские, неонацистские и ультраправые оценки в статьях, но есть статьи и не относящиеся к дискриминации, например статьи о спортсменах.

## История
Проект был официально основан 15 апреля 2007 года группой бывших участников Шведской Википедии. Первая языковая версия — шведская, открылась ещё 26 апреля 2006 года. 3 декабря открылась Датская Метапедия. На период 2007—2008 годов приходится наибольшая активность в проекте. 15 мая 2007 года были запущены сразу две языковые версии — английская и немецкая. 29 мая открылась французская Метапедия. В июне были открыты ещё две языковые версии Метапедии — португальская и чешская. В течение последующего года были созданы словацкая, испанская и венгерская версии проекта. Позже динамика открытия новых языковых версий заметно снизилась. В течение всего 2008 года были открыты только два проекта — румынская и норвежская Метапедия. В 2009 году активность несколько увеличилась и были открыты эстонская, греческая и исландская версии проекта. В 2010 году открыта хорватская Метапедия. В 2011 была запущена голландская версия проекта.
Сейчас проект малоактивен. В большинстве языковых версий делается 5-10 правок в день. На данный момент во всех языковых версиях Метапедии насчитывается более 250 000 статей. Крупнейшая языковая версия — венгерская (около 145 000 статей). Считается, что проект содержит националистические, расистские и ультраправые точки зрения.

## Языковые разделы
- Венгерский — 145 000 статей[5]
- Немецкий — 46 000 статей[9]
- Английский — 19 000 статей[10]
- Шведский — 10 100 статей[11]
- Румынский — 2400 статей[12]
- Эстонский — 2050 статей[13]
- Французский — 1700 статей[14]
- Португальский — 1350 статей[15]
- Xopватский — 1000 статей[16]
- Словацкий — 950 статей[17]
- Чешский — 720 статей[18]
- Норвежский — 600 статей[19]
- Датский — 250 статей[20]
- Греческий — 200 статей[21]
- Голландский — 200 статей[22]